# Justin Kluivert
Justin Dean Kluivert (* 5. května 1999) je nizozemský fotbalista, který hraje jako křídlo nebo středový útočník za AFC Bournemouth a nizozemskou reprezentaci. Je synem Patricka Kluiverta a vnukem Kennetha Kluiverta.
Kluivert je odchovancem Ajaxu, z něhož v roce 2018 přestoupil za 18,75 milionu eur do AS Řím. Od roku 2023 hraje za Bournemouth. Odehrál 2 utkání za reprezentaci.